# Andrea López
Andrea López (Cali, 7 de diciembre de 1976) es una actriz de telenovelas colombiana, que se ha especializado en personajes de villana.

## Trayectoria
López comenzó su carrera en la comedia O todos en la cama. También ha participado en algunos comerciales de televisión y se ha desempeñado como modelo. En la actualidad se le ha visto en varias telenovelas personificando antagonistas.

## Filmografía

### Televisión
- Mujeres asesinas (2016) — Cecilia, la hermana
- Dueños del paraíso (2015) — Analia Menchaca de Esparza
- ¿Quién mató a Patricia Soler? (2015) — Florencia Ríos
- Cuando este próximo (2013) — Ana Suárez
- Mentiras perfectas (2013) — Kimberly Jones
- El secretario (2011-2012) — Paola Zorrilla
- Las santísimas (2012)
- El Clon (2010) — Marisa Antonelli
- El fantasma del Gran Hotel (2009) — Julieta Esquivel
- Victoria (2007-2008) — Tatiana López
- El Zorro: la espada y la rosa (2007) — Mariángel Sánchez de Moncada
- Decisiones (2006-2008) — (varios episodios)
- Sin tetas no hay paraíso (2006) — Sandra Barrio
- La ex (2006) — Andrea
- Amores cruzados (2006) — Déborah Smith
- La saga, negocio de familia (2005) — Alexa
- Luna, la heredera (2004) — Paloma
- Amantes del desierto (2001) — Camila
- Traga maluca (2000) — Gloria Umaña
- La madre (1998) — Cecilia Suárez Caicedo
- Castillo de Naipes (1998) — Ximena Santos
- Prisioneros del amor (1996-1998) — Camila Falcón
- La sombra del deseo (1995-1996) — Sofía Soler
- Soledad (1995) — Judith / Juliana
- O todos en la cama (1994-1996) — Inés Mercedes Videla "La Rana"

## Cine
- Sexo, mentiras y muertos (2011) — Viviana

## Premios y nominaciones

### Premios TvyNovelas
| Año  | Categoría                              | Telenovela o serie   | Resultado |
| ---- | -------------------------------------- | -------------------- | --------- |
| 2014 | Mejor actriz de reparto de serie       | Mentiras perfectas   | Nominada  |
| 2012 | Mejor Actriz antagónica de telenovela  | El secretario        | Nominada  |
| 1998 | Mejor actriz protagónica de telenovela | Prisioneros del amor | Nominada  |

### Premios India Catalina
| Año  | Categoría                                     | Telenovela o Serie | Resultado |
| ---- | --------------------------------------------- | ------------------ | --------- |
| 2012 | Mejor actriz antagónica de telenovela o serie | El secretario      | Nominada  |

### Otros premios obtenidos
- Premio Shock a Mejor Actriz Revelación, por La sombra del deseo.

## Vida personal
En 1997 se casó con el ingeniero Carlos Castro, pero se separó en 2005.